# Championnats d'Europe de trampoline 2018
Navigation
2016 2021
La 26e édition des championnats d'Europe de trampoline, double mini-trampoline et tumbling ont lieu du 12 au 15 avril 2018.

## Podiums
| Épreuves                | Or                                                                                         | Argent                                                                               | Bronze                                                                  |
| ----------------------- | ------------------------------------------------------------------------------------------ | ------------------------------------------------------------------------------------ | ----------------------------------------------------------------------- |
| Hommes                  |                                                                                            |                                                                                      |                                                                         |
| Trampoline par équipes  | Biélorussie Uladzislau Hancharou Aleh Rabtsau Artsiom Zhuk Mikita Ilyinykh                 | Russie Dmitriy Ushakov Sergey Azaryan Mikhail Melnik Dmitriy Zenkin                  | Ukraine Anton Davydenko Mykola Prostorov Dmytro Sobakar Artem Savchenko |
| Double Mini par équipes | Russie Mikhail Zalomin Vasiliy Makarskiy Aleksandr Odintsov Vitaly Krivonos                | Portugal Diogo Carvalho Costa Tiago Sampaio Romao Joao Caeiro Luis Afonso            | Espagne Alejandro Bernardez Hugo Martin Alejandro Cid Daniel Pérez      |
| Tumbling par équipes    | Russie Vadim Afanasev Grigory Noskov Aleksandr Lisitsyn Maxim Shlyakin                     | Grande-Bretagne Kristof Willerton Elliott Browne Greg Townley Kallum Mulhall         | Danemark Rasmus Steffensen Anders Wesch David Erbs Adam Matthiesen      |
| Trampoline              | Diogo Ganchinho (POR)                                                                      | Mikita Ilyinykh (BLR)                                                                | Allan Morante (FRA)                                                     |
| Double Mini             | Vasiliy Makarskiy (RUS)                                                                    | Jonas Nordfors (SWE)                                                                 | Diogo Carvalho Costa (POR)                                              |
| Tumbling                | Mikhail Malkin (AZE)                                                                       | Rasmus Steffensen (DEN)                                                              | Vadim Afanasev (RUS)                                                    |
| Synchro                 | Biélorussie Aleh Rabtsau Uladzislau Hancharou                                              | Russie Sergey Azaryan Mikhail Melnik                                                 | France Pierre Gouzou Josuah Faroux                                      |
| Femmes                  |                                                                                            |                                                                                      |                                                                         |
| Trampoline par équipes  | Biélorussie Hanna Hancharova Anhelina Khatsian Valiantsina Bahamolava Maryia Makharynskaya | France Marine Jurbert Léa Labrousse Anaïs Brèche                                     | Portugal Ana Rente Beatriz Martins Mariana Carvalho Catarina Nunes      |
| Double Mini par équipes | Russie Polina Troyanova Dana Sadkova Sofya Bogdanova Daria Solkina                         | Grande-Bretagne Kirsty Way Ruth Shevelan Phoebe Williams Caitlin O'Brien             | Portugal Mafalda Bras Ines Martins Sara Sousa                           |
| Tumbling par équipes    | Grande-Bretagne Lucie Colebeck Megan Kealy Rachel Davies Shanice Davidson                  | Russie Viktoriya Danilenko Anna Korobeynikova Elena Krasnokutskaya Natalia Parakhina | France Léa Callon Marie Deloge Lauriane Lamperim Emilie Wambote         |
| Trampoline              | Yana Pavlova (RUS)                                                                         | Hanna Hancharova (BLR)                                                               | Kat Driscoll (GBR)                                                      |
| Double Mini             | Kirsty Way (GBR)                                                                           | Polina Troyanova (RUS)                                                               | Lina Sjöberg (SWE)                                                      |
| Tumbling                | Lucie Colebeck (GBR)                                                                       | Megan Kealy (GBR)                                                                    | Viktoriya Danilenko (RUS)                                               |
| Synchro                 | Biélorussie Maryia Makharynskaya Hanna Hancharova                                          | Azerbaïdjan Veronika Zemlianaia Sviatlana Makshtarova                                | Ukraine Svitlana Malkova Nataliia Moskvina                              |

## Tableau des médailles
| Rang  | Nation          | Or | Argent | Bronze | Total |
| ----- | --------------- | -- | ------ | ------ | ----- |
| 1     | Russie          | 5  | 4      | 2      | 11    |
| 2     | Biélorussie     | 4  | 2      | 0      | 6     |
| 3     | Grande-Bretagne | 3  | 3      | 1      | 7     |
| 4     | Portugal        | 1  | 1      | 3      | 5     |
| 5     | Azerbaïdjan     | 1  | 1      | 0      | 2     |
| 6     | France          | 0  | 1      | 3      | 4     |
| 7     | Danemark        | 0  | 1      | 1      | 2     |
| 7     | Suède           | 0  | 1      | 1      | 2     |
| 9     | Ukraine         | 0  | 0      | 2      | 2     |
| 10    | Espagne         | 0  | 0      | 1      | 1     |
| Total | Total           | 14 | 14     | 14     | 42    |